# Lot (bíblico)

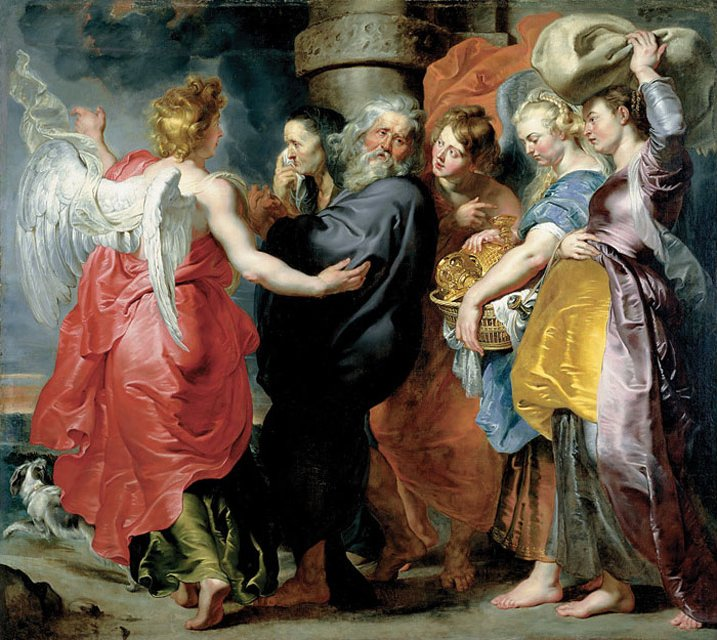
Una pintura de Peter Paul Rubens de Lot y su familia huyendo de Sodoma.

Lot (hebreo:לוט Lóut, árabe: لوط Lūt, griego:  Λώτ Lót) es un personaje bíblico del libro Génesis del Tanaj, el Antiguo Testamento y el Corán.

## Narrativa bíblica
Lot era hijo de Harán, hermano de Iscá y Milca. Acompañó a su tío Abraham en el viaje a Canaán llevando consigo a su mujer y sus hijas y se situaron en un punto intermedio entre la llanura de Sodoma y el monte de Hebrón. Tanto Lot como su tío Abraham anduvieron juntos por un tiempo no determinado.
Como mencionan los versículos 6 y 7 del capítulo 13 del Libro de Génesis, la insuficiencia del territorio que habitaban ocasionó disputas entre los pastores de ambos hombres, Abraham y Lot contendieron por la tierra donde debían asentarse y decidieron que debían separarse, así que Lot, por mutuo consentimiento y en buenos términos, se separó de Abraham. Abraham se fue al encinar de Hebrón, al norte, y Lot se instaló en la llanura de Sodoma y Gomorra. 
Lot plantó sus tiendas a las puertas de Sodoma y permaneció allí. Los reyes de Sodoma y Gomorra sostuvieron en ese tiempo una guerra contra reinos vecinos. Estos reyes fueron vencidos en una batalla en Sidim, y Lot y su parentela fueron hechos prisioneros. Abraham supo de la suerte corrida por Lot y organizó un rescate. Lot, sus bienes y su gente fueron rescatados exitosamente y volvieron a Sodoma. A partir de este instante, se empieza a escribir los últimos capítulos de estas ciudades.
Sodoma y Gomorra fueron destruidas conjuntamente con Admá y Zeboím (Deuteronomio 29.23).
Huyó de Sodoma antes de su destrucción, avisado por ángeles de Yahveh. La mujer de Lot al darse la vuelta (desobedeciendo el mandato de Yahveh) se convirtió en estatua de sal, en castigo divino por su falta de fe y apego a su pasado (la ciudad), quedando ahí mientras el resto de su familia abandonaba el lugar.
Cuando escapó de Sodoma, pidió a los ángeles enviados por Yahveh que pudiera huir a la pequeña ciudad de Zoar, y estos le dijeron que no se destruiría esa ciudad y que él la utilizaría como ruta de escape. 
Finalmente, Lot tuvo miedo de vivir en Zoar (quizás por ser la única ciudad superviviente) y se fue al monte a vivir con sus hijas y habitaron en una cueva. 
Ocurre ahí que sus hijas, preocupadas al no encontrar varones con los que asegurar su descendencia en la tierra en la que habían entrado, emborracharon a su padre y copularon con él, la mayor la primera noche y la menor la segunda, sin que aquel se diese cuenta. 

Nuestro padre es viejo, y no queda ningún hombre en la tierra que se una a nosotras, como es la costumbre en toda la tierra. Ven, demos de beber vino a nuestro padre, acostémonos con él y conservemos descendencia de nuestro padre.
Génesis 19:31

De esa manera, las dos concibieron de su padre y tuvieron descendencia incestuosa. El primero de los hijos fue llamado Moab (del hebreo ‘del padre’), cuya descendencia daría lugar a los llamados moabitas (Génesis 19:30-38). La tierra de Moab se hallaba en el lado suroriental del Mar Muerto y forma parte de la llamada península de Lisán. El segundo recibió el nombre de Ammon o Ben-Ammi (en hebreo, ‘hijo de mi gente’). Fue el patriarca de la nación de Ammon, los amonitas.

## En el Corán
Lot conocido como Lut en el Corán, es el mismo Lot narrado en la Biblia. Se le considera mensajero y profeta de Alá.
En la tradición islámica, Lut vivía en Ur y era sobrino de Ibrahim (Abraham). Emigró con Ibrahim a Canaán y fue comisionado como profeta en las ciudades de Sodoma y Gomorra. Su historia es utilizada como referencia por los musulmanes para demostrar la desaprobación de Dios hacia la homosexualidad. Alá le ordenó que fuera a la tierra de Sodoma y Gomorra para predicar el monoteísmo y detener sus actos lujuriosos y violentos. Los habitantes ignoraron los mensajes de Lut, lo que provocó la destrucción de Sodoma y Gomorra. Aunque Lut abandonó la ciudad, los ángeles le pidieron a su esposa que la dejara atrás, por lo que murió durante la destrucción. El Corán define a Lot como profeta y sostiene que todos los profetas fueron ejemplos de rectitud moral y espiritual.